# Crateuas al Macedoniei
Crateuas (în greacă Κρατεύας), ortografiat și Craterus, a fost rege al Macedoniei timp de patru zile în 399 î.Hr. A fost iubitul regelui Archelaus I pe care l-a ucis pentru a-i lua locul. Conform altei versiuni, Crateuas l-a ucis pe rege întrucât acesta îi promisese mâna uneia dintre fiicele sale, care mai târziu a fost dată altcuiva. O a treia versiune afirmă că Archelaus a fost lovit involuntar de Crateuas în timp ce erau la vânătoare.